# Juan Martínez de Amorín y Melo Coutiño
Juan Martínez de Amorín y Melo Coutiño o bien Juan Martín de Amorín y Melo Cuitiño o resumido como Juan de Melo Coutinho, nacido como João Martins de Amorim e Melo Coutinho (Viana do Castelo, Portugal, ca. 1575–Buenos Aires, gobernación del Río de la Plata, 1647) era un fidalgo real portugués que fue uno de los primeros habitantes de la ciudad de Buenos Aires, cuando su país estaba en unión dinástica con la Corona española, por lo que se convirtió en propietario de terrenos, comerciante, estanciero y hacendado rioplatense. Era primo del luso-brasileño Juan de Melo Coutiño, alcalde de primer voto de Buenos Aires en 1596 y en 1597, y con quien se lo suele confundir, además de sobrino materno de Vasco V Fernandes Coutinho "el Hijo" y nieto de Vasco IV Fernandes Coutinho "el Viejo".

## Biografía hasta el viaje a Sudamérica

### Origen familiar y primeros años
Juan Martínez de Amorín y Melo Coutiño había nacido como João Martins de Amorim e Melo Coutinho hacia el año 1575 en la localidad de Viana do Castelo del Reino de Portugal, siendo hijo de un tal N. Martins de Amorim y de Catalina de Melo Coutinho (n. 1545), la cual inicialmente se había casado en primeras nupcias hacia 1560 con Manuel Fernandes (1535-561) y una vez viuda en Brasil pasaría a Europa por causas desconocidas.

### Viaje a la Sudamérica española
Juan Martín de Amorín y Melo Cuitiño pasó sin licencia a Buenos Aires, en 1595 en donde estaba su ya citado primo con quien se lo suele confundir, el luso-brasileño João de Melo Coutinho que hacía tres años residía con su esposa Juana Holguín de Ulloa, quien fuera una hija del general Martín de Almendras y Ulloa, alcalde de La Plata de la Nueva Toledo en 1554 y en 1561 y gobernador nominal del Tucumán en 1565, y de su esposa Constanza de Orellana Holguín, además de ser una nieta del maestre de campo general hispano-extremeño Pedro Álvarez Holguín, primer teniente de gobernador general del Cuzco en 1541, y de la princesa incaica Beatriz Túpac Yupanqui.

## Comerciante, estanciero y hacendado de Buenos Aires

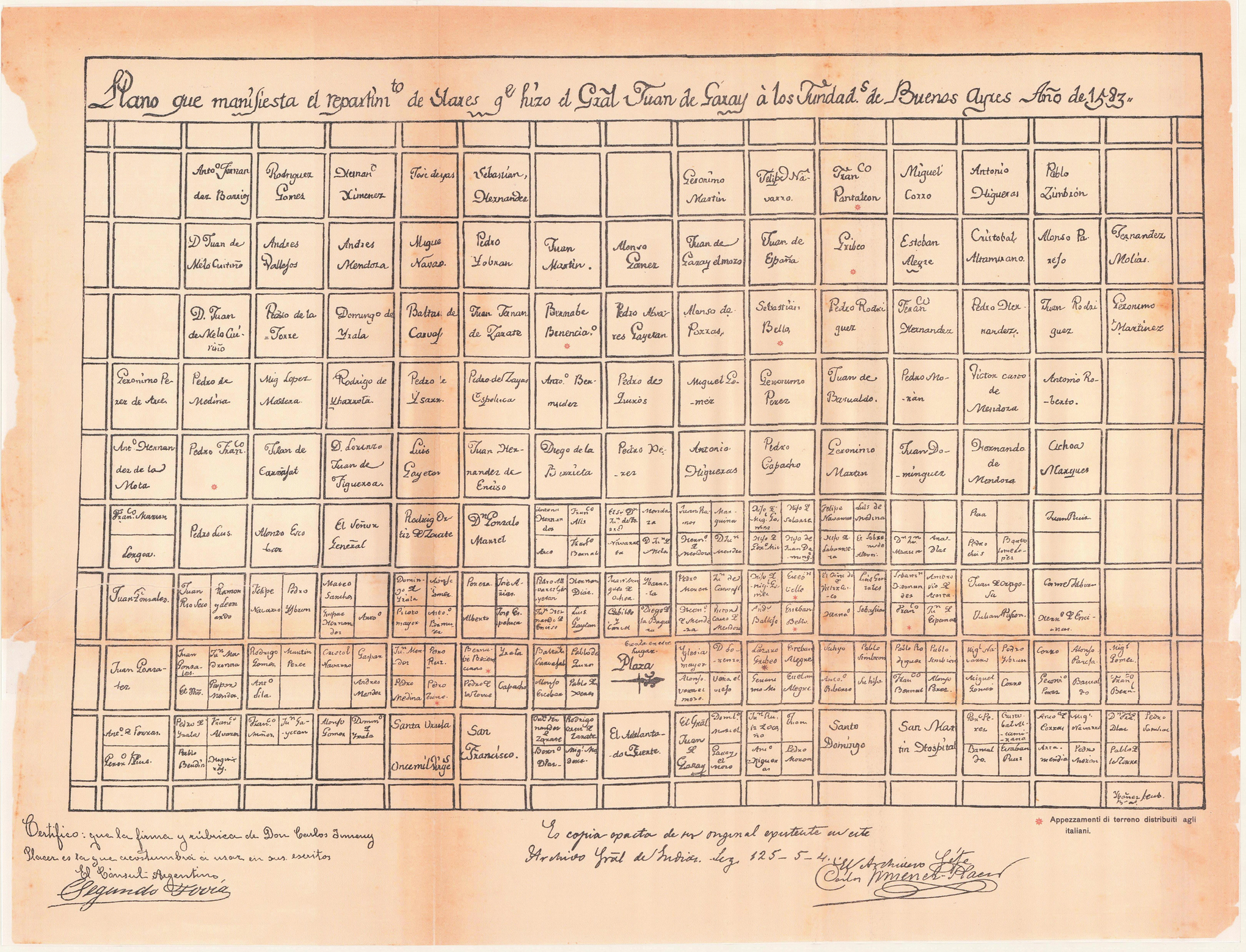
La ciudad de Buenos Aires con las dos manzanas de tierra de Juan de melo Cuitiño (en el ángulo superior izquierdo del plano) —quien fuera primo materno de Juan Martínez de Amorín y Melo Coutiño—. El plano había sido realizado, según Leyes de Indias de 1580, por el fundador Juan de Garay en el año 1583.

Martínez de Amorín obtuvo también en la incipiente ciudad de Buenos Aires unas parcelas en el futuro «Barrio Recio» (actual barrio porteño de San Nicolás), y hacia 1602, en el medio rural sudoccidental de la ciudad llamado «Matanza», erigió una estancia sin obtener propiedad de las tierras, que estaban pobladas por unas mil quinientas cabezas de ganado cimarrón, pero con permiso para dedicarse a las actividades agrícola-ganaderas ya que en la «permisión de 1603» se anotó con 15 fanegas de trigo y aparece en la lista de «accioneros de ganado de 1609».
Contribuyó al «depósito del cereal en 1611» solicitado por el Cabildo de Buenos Aires, el cual en 1615 lo anotó como uno de los últimos pobladores para las «permisiones de navegación» fluvio-marítima.
Participó de la manda para la canonización de San Isidro, en 1618 también en la limosna para construir la iglesia y en 1622 obtuvo el permiso para la exportación de cueros.

### Fallecimiento
El hacendado Juan Martínez de Amorín y Melo Coutiño testó el 27 de octubre de 1643, en donde expresó que para esa fecha tenía tres hijas mujeres y un varón, todos casados.
Cuando se devolvieron las armas a los portugueses residentes en el Imperio español en 1646 no se presentó, probablemente porque estuviera enfermo, y finalmente fallecería en el año 1647 en la ciudad de Buenos Aires, capital de la gobernación del Río de la Plata, que era a su vez una entidad autónoma del Virreinato del Perú.
Su segunda esposa, María de Sayas, una vez viuda, se volvería a casar en 1648 con Luis de Arenas.

## Matrimonios y descendencia
El fidalgo real portugués João Martins de Amorim e Melo Coutinho se había unido en matrimonio dos veces, teniendo de ambos al menos nueve hijos, pero solo le sobrevivirían cuatro de ellos:
1) - En primeras nupcias hacia 1600 con la española Magdalena Mayor Hernández de Rojas (Toledo, 1570-Buenos Aires, 1624), una hija de un tal N. Encinas Salazar Hernández de Roxas (ca. 1540-Toledo, ca. 1585) y de su esposa Mayor López (Toledo, ca. 1550-Buenos Aires, ca. 1615), además de nieta materna de los españoles Juan López y Magdalena López.
Fruto del enlace entre Juan Martínez de Amorín y de su esposa Magdalena Hernández de Rojas hubo por lo menos cinco hijos:
- Juan Martínez de Amorín y Hernández de Rojas (n. 1602).

- Mencia Martínez de Amorín o María Encinas de Rojas y Amorín (Buenos Aires, 1604-ib., después del 20 de diciembre de 1679), que se unió en matrimonio en Buenos Aires con el capitán portugués Antonio da Rocha Lobo (Viana do Castelo, 1599-Buenos Aires, después de 1664), que había llegado hacía seis meses de Río de Janeiro, y tuvieron por lo menos a María Magdalena de la Rocha Lobo (n. ca. 1624), que se casó con Miguel Gómez de Saravia y Hurtado de Mendoza (n. Buenos Aires, ca. 1606) —cuyos padres eran Benito Gómez de Saravia y su esposa Jerónima Hurtado de Mendoza y Sánchez Pedroso y los abuelos paternos eran el encomendero Miguel Gómez de la Puerta y Saravia y su mujer Beatriz Luyz de Figueroa y Hernández de los Reyes— y concibieron a Mariana Gómez de Saravia, que con su esposo Cristóbal de Melo Obejero —un hijo del homónimo Cristóbal de Melo y de su cónyuge María Ábalos de Mendoza, además de nieto materno de Mateo Ábalos de Mendoza y de su mujer Lorenza de Barrios y nieto paterno de Cristóbal de Obregoso y de Petronila de Jerez, siendo este último matrimonio unos vecinos de la ciudad de Santiago del Estero— ambos serían los bisabuelos maternos del teniente coronel argentino Juan José Romualdo Rocha.

- Ana Hernández de Rojas y Amorín (n. Buenos Aires, 1606), la cual el 14 de agosto de 1633 denunció a su padre por querer casarla en contra de su voluntad con Francisco Álvarez, por lo cual lograría su objetivo de matrimoniarse con Juan Ramos (n. Buenos Aires, ca. 1605).

- Mayor López de Alcoholado Amorín y Hernández de Rojas (Buenos Aires, e/ enero y 9 de abril de 1608-ib., después de 1679), enlazada en primeras nupcias en Buenos Aires el 14 de agosto de 1622 con Juan de Melo Cabral y Moura (Buenos Aires, ca. 1592-ib., después del 13 de marzo de 1647), que sería un tío abuelo segundo del maestre de campo Manuel Maciel y Cabral de Alpoin y que fueran padres de seis hijos —siendo el menor de ellos el capitán Juan de Melo Cabral y Amorín (n. Buenos Aires, e/ enero y 10 de abril de 1640), que se uniría en matrimonio en Buenos Aires el 26 de noviembre de 1661 con María Feo Gómez de Saravia (n. ca. 1643), una hija de María de Castro y Gómez de Saravia (ib., ca. 1623-ib., 25 de junio de 1693) y de su esposo canario Gaspar Feo Tello y además nieta materna de la rioplatense Lucía Gómez de Saravia y de su marido hispano-milanés Felipe de Castro, y quien luego de enviudar volvería a casarse con Manuel Rodríguez— y, posteriormente, Mayor López de Alcoholado se uniría en segundas nupcias con Julián Pavón, pero de este enlace no hubo descendientes.

- Juana Martínez de Amorín (n. 1609).

2) - En segundas nupcias en diciembre de 1625 con María de Sayas (Santiago del Estero, ca. 1595-Buenos Aires, después de 1672), cuyos padres eran Hernando de Sayas y María de Escobar, y con quien tuvo al menos cuatro hijos:
- Juan Martínez de Amorín y Sayas (n. Buenos Aires, 1627), era un cabo de escuadra que se casó con María de Andrada (n. «Villa de La Plata», ca. 1630).
- Faustina Martínez de Amorín  (n. 1636).
- Teresa Martínez de Amorín y Sayas (ca. 1637-después del 19 de octubre de 1679), casada con Juan de Medrano.
- María Martínez de Amorín (n. ca 1638), la menor de todos.